# Lobo-oriental
O Lobo-oriental (Canis lycaon), também chamado de Lobo-canadense-oriental, é uma possível nova espécie de canídeo nativa do Canadá e algumas partes dos grandes lagos e é possivelmente uma subespécie do Lobo-cinzento. Esboça grande parentesco com o lobo-cinza e coiote, mas tem como mais próximo parente vivo o lobo-vermelho.
A espécie  corre risco de extinção, a principal ameaça a este lobo é a caça humana e as armadilhas fora das áreas protegidas, o que leva à introgressão genética com o coiote oriental devido à falta de parceiros.

## Taxonomia
O lobo-oriental é por muitos referido como um híbrido de lobo e coiote (coylobo), sendo uma possível evolução de tais híbridos.

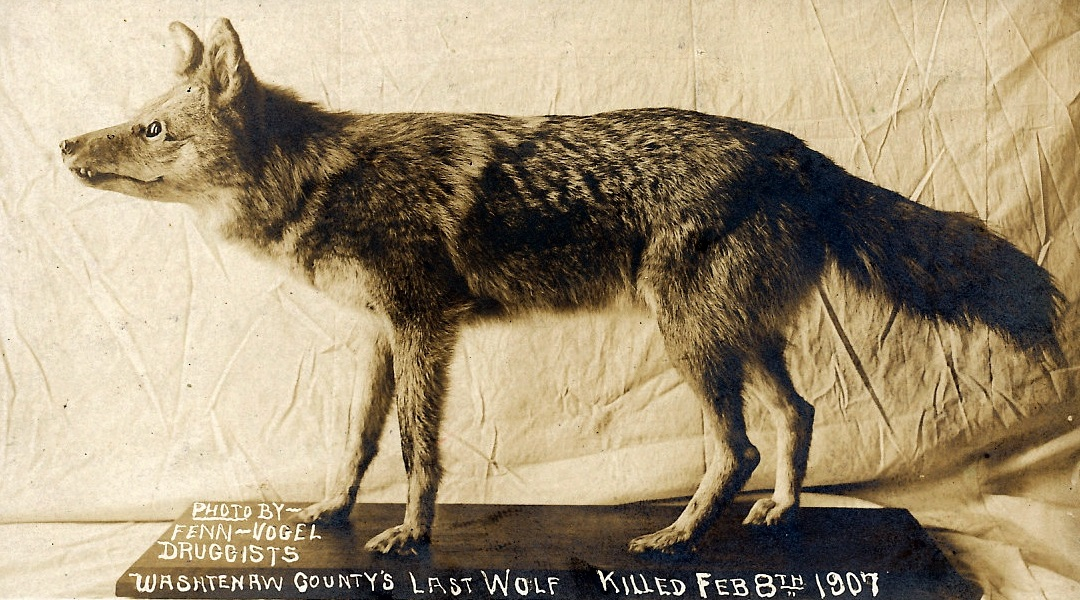
Exibição de taxidermia de um lobo oriental morto em 10 de fevereiro de 1907 no condado de Washtenaw.

Outros o consideram como uma nova espécie, classificando-o como Canis lycaon e segundo teorias o Canis lupus lycaon seria uma mistura do C.lycaon ancestral com o Canis lupus e que devido a evoluções se tornou o "lobo-oriental" conhecido em tempos contemporâneos.
O Canis l. Lycaon tinha mais semelhanças genéticas com o lobo-vermelho do que seu possível antecessor, o lobo-cinzento. Estudos em na década de 2000 a 2012, o declarava como Canis lycaon sem nenhuma ligação com o lobo-cinza mas estudos ainda são debatidos e é mais provável que seja uma nova espécie, pois é praticamente um clado irmão com o Canis rufus assim como o lobo é com o cão. Em 2016, um estudo de mDNA mais uma vez indicou o lobo oriental como um híbrido coiote-lobo. Em 2021, a American Society of Mammalogists considerou o lobo oriental como uma espécie própria (Canis lycaon).

## Ecologia
Os lobos orientais são seres sociáveis extremamente organizados, vivendo em grupos familiares de numeração mediana, menor que a do lobo-cinzento típico mas maior que a do coiote e lobo-vermelho. 
São caçadores crepusculares e grande parte das vezes seu pico de atividade sendo voltado em atividades noturnas.

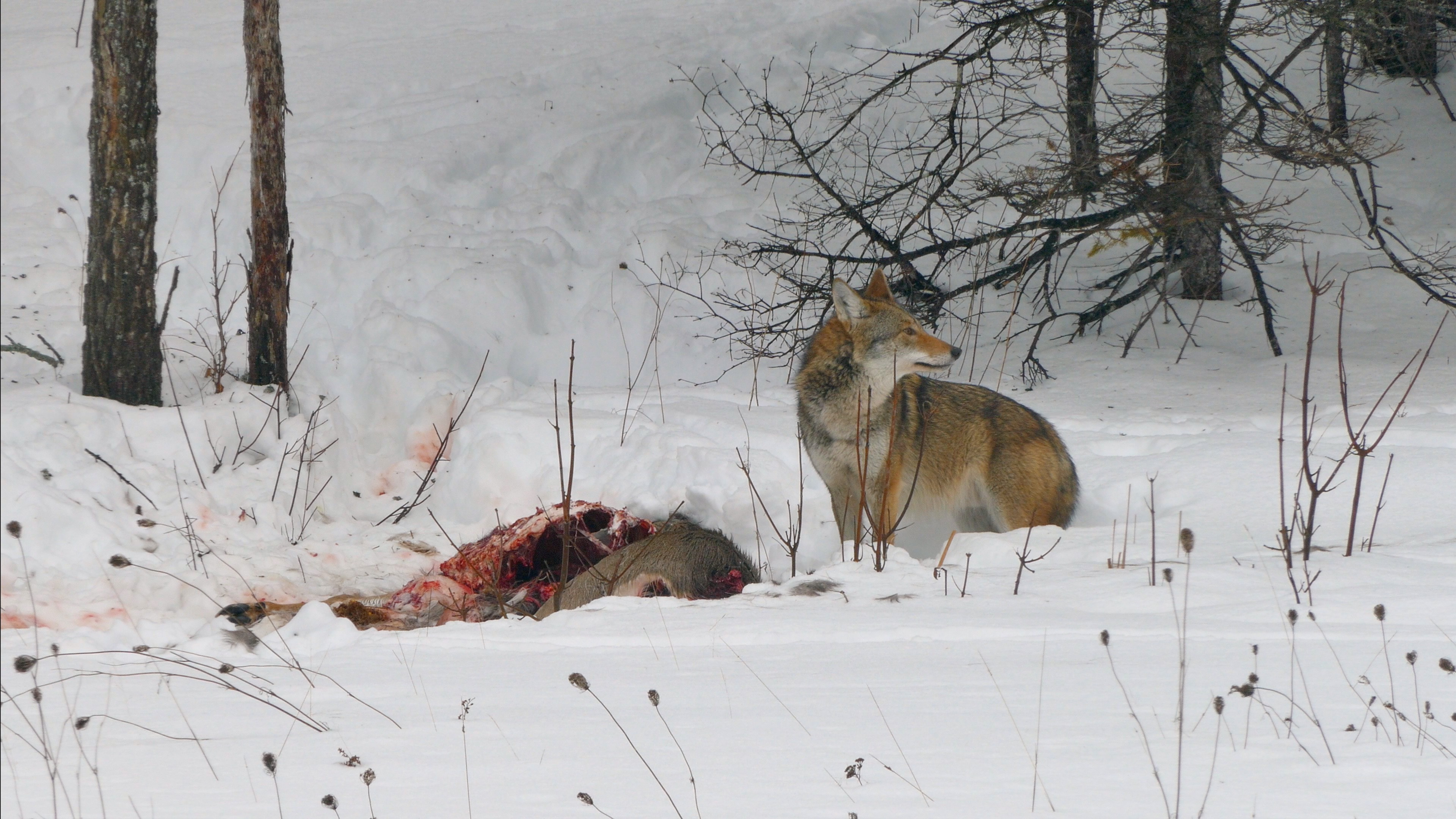
Espécime consumindo do cadáver de um veado.

As presas mais visadas são: castores e cariacus, a eleição de presas de porte menor se dá pelos agrupamentos sociais menores e sua construção física mais graciosa, o que o limita de caçar grandes ungulados, tal como o lobo ocidental, apesar de se saber investidas contra bisões. Mas também caçam coelhos e raposas em tempos de escassez de alimento de porte maior. Não possuem grandes competidores conhecidos, dada a inexistência de ursos-pardos, ursos-negros e pumas na região onde habita. E sua interação com o coiote é particularmente desconhecida, apesar de existirem nas mesmas áreas, é sabido que sua expansão é limitada pelos lobos-cinzentos e híbridos de coiote-lobo.